# Ruitersstraat (Oudenaarde)

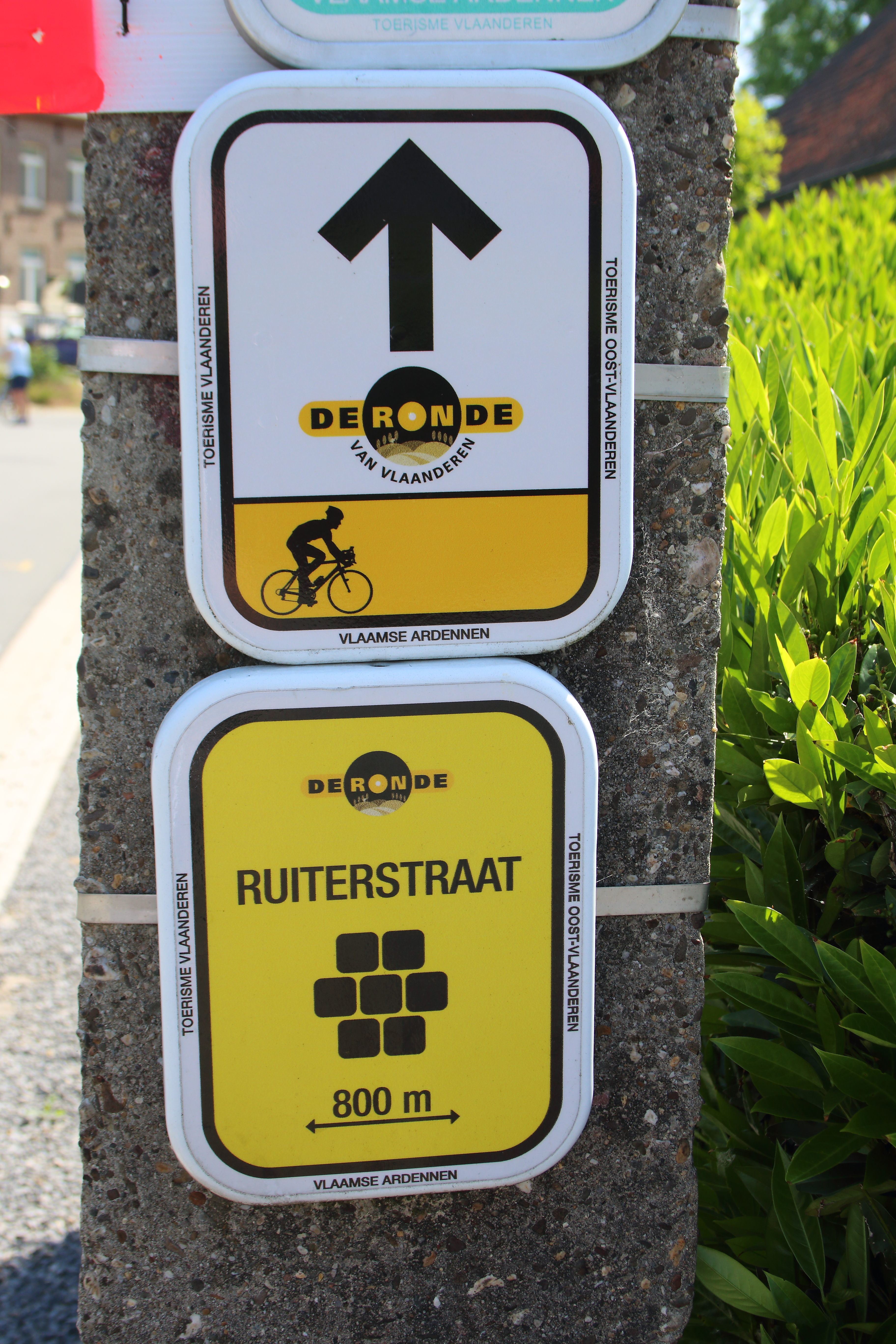

Ruitersstraat is een straat in Mater, een deelgemeente van de Belgische stad Oudenaarde in de Vlaamse Ardennen. De Ruitersstraat is een kasseiweg en loopt van het centrum van Mater westwaarts naar Volkegem.
In het westen eindigt de straat aan de grens met Volkegem op een kruispunt met de Holleweg/Natendries (gewestweg N441) en de Wolvenberg.

## Geschiedenis
De Ruitersstraat, en in het verlengde de Wolvenberg, zou een stuk van het tracé volgen van een oude Romeinse weg Hofstade-Velzeke-Kortrijk. Aan het westelijk deel van de Ruitersstraat stond vroeger een windmolen, de Ter Cruyssemolen. Deze molen is nog aangeduid op de Ferrariskaart uit de jaren 1770.
Tot 1971 werd de straat Molenberg genoemd. De latere benaming Ruitersstraat is een verwijzing naar de ruitersommegang ter ere van Sint-Amelberga die elk jaar op 10 juli in Mater plaatsvindt.
In 1995 werd de Ruitersstraat samen met tientallen andere kasseiwegen beschermd als monument.

## Wielrennen
De Ruitersstraat wordt soms opgenomen in het parcours van de Vlaamse voorjaarsklassieker in het wielrennen. De weg is enkele keren opgenomen in het parcours van de Ronde van Vlaanderen, voor het eerst in 2010. De kasseistrook is zo'n 800 meter lang.
In het westen sluit de strook aan op de kasseistrook van de Holleweg en de helling van de Wolvenberg; dit zijn kasseistroken of hellingen die eveneens soms als hindernis in wedstrijden werden opgenomen.
De kasseistrook is ook opgenomen in de gele lus van de recreatieve fietsroute Ronde van Vlaanderenroute.